# Ташкентская улица (Минск)
Ташкентская улица (бел. Ташкенцкая вуліца) — улица на юго-востоке Минска, в Заводском районе.

## История
В 1960-е годы началось строительство микрорайона Чижовка, расположившегося на месте полей нескольких деревень. В 1967 году одна из центральных улиц строящегося микрорайона была названа в честь Ташкента, недавно разрушенного землетрясением.

## Описание и застройка
Улица начинается с пересечения с Минской кольцевой автодорогой и параллельной ей улицей Уборевича. Далее улица пересекает улицы Голодеда и Уборевича (повторно). Далее улица пересекает по дамбе реку Свислочь. Её продолжение на север после перекрёстка с улицами Машиностроителей и Крупской — улица Кабушкина. Нумерация домов — от МКАД. По нечётной стороне в середине улицы расположен парк имени 900-летия города Минска.
Застройка чётной стороны улицы основана на чередовании параллельных улице 5-этажных домов и перпендикулярных 9-этажных с пристроенными торгово-общественными объектами. Большинство зданий было построено в конце 1960-х — начале 1970-х годов. В 1974 году был построен кинотеатр «Дружба» (проект московского ЦНИИЭП им. Мезенцева). В советские годы были построены дом быта, поликлиника, зоопарк. К чемпионату мира по хоккею 2014 года были построены хоккейный стадион «Чижовка-Арена» и гостиница «Арена». В 2017 году кинотеатр «Дружба» был снесён, на его месте началось возведение многофункционального комплекса.

## Транспорт
По улице организовано автобусное и троллейбусное движение. Неоднократно озвучивались планы провести в Чижовку скоростной трамвай по улице Ташкентской. По состоянию на 2021 год строительство трамвайной линии по улице не начато.
В конце 2000-х — начале 2010-х годов озвучивалось намерение построить развязку на пересечении с МКАД, но в 2012 году её строительство отложили.
По улице курсируют
- Автобусы: 3с, 5э, 22, 48, 51, 59

- Троллейбусы: 16, 17, 26, 49, 50, 92

Ближайшая к улице станция метро — Автозаводская.